# Styl.fm
styl.fm – polski internetowy magazyn o modzie i stylu życia. 
W serwisie publikowane są artykuły o życiu polskich i zagranicznych celebrytów, najnowszych trendach i wydarzeniach w modzie, a także informacje o nowościach kosmetycznych, porady dotyczące zdrowia i pielęgnacji urody, tematyka ślubna i parentingowa oraz krótkie relacje dotyczące bieżących wydarzeń politycznych i społecznych. Użytkownicy mają możliwość uczestnictwa w życiu portalu poprzez dodawanie zdjęć i komentarzy, aktywność w forumowej sekcji Pytania, a także w organizowanych konkursach.

## Historia
Styl.fm powstał na bazie założonego przez Piotra Bocheńczaka w 2006 r. portalu Internetowy Katalog Fryzur (ikf.com.pl), skupiającego się głównie na tematyce urodowej. Nową wersję, wzbogaconą o artykuły dotyczące mody i lifestyle, uruchomiono w 2009 r. pod nazwą styl.fm. Od kwietnia 2010 r. właścicielem styl.fm jest spółka Digital Avenue sp. z o.o. Spółka posiada także portale Zaradnakobieta.pl (poradnikowy) oraz Depesza.fm (newsowy).
W czerwcu 2020 roku serwis miał ponad 724 tys. unikalnych użytkowników i odnotował ponad 8 mln odsłon. Natomiast w marcu 2021 zanotował 2,43 mln użytkowników (Mediapanel).

## Działy i serwisy
- Gwiazdy
- Z życia
- Zdrowie
- Pytania
- Fryzury
- Uroda
- Eko